# カイドゥ (オロナウル部)
カイドゥ（モンゴル語: Qaidu、? - 1279年）は、13世紀に活躍したモンゴル帝国の将軍。

## 概要
カイドゥはモンゴル帝国の建国の功臣の一人で、バルジュナ湖の水をすすった「バルジュナト」の一人にも数えられるアジュルの孫にあたる人物である。アジュルの死後は息子のブカ（不花）が跡を継いだが、ブカが早世するとその息子の忽都答児はまだ幼かったため、ブカの兄の子にあたるカイドゥが地位を継承することになった。
中統3年（1262年）、李璮が叛乱を起こすと、カイドゥは親王カビチ率いる叛乱平定軍に加わり、李璮の拠る済南城を包囲した。同年4月、李璮が夜間に出撃すると、カイドゥがこれを撃退し斬首100級・捕虜200人余りを得る功績を挙げた。7月に済南城が陥落すると、カビチは叛乱平定におけるカイドゥの功績を高く評価したため、カイドゥは金虎符を与えられた。その後、モンゴル・漢軍の混成軍を率いて海州を攻め、淮南の廬州を攻略する功績を挙げている。
至元3年（1266年）、邳州監戦万戸に任命され、至元4年（1267年）より山東路統軍司を率いて南宋との戦いに携わるようになった。カイドゥが襄陽に至り漢江を渡ると、南宋水軍がその帰路を絶ったため、カイドゥは南宋水軍に水上戦を挑み南宋の戦艦20隻を奪い斬首千級余りを得る勝利を収めた。至元6年（1269年）、淮南の五河口で南宋軍を破り、至元7年（1270年）には命を受けて鹿門山・白河口・一字城を守った。至元9年（1272年）春、カイドゥは樊城の7層からなる古城堡を攻めることを申し出、カイドゥは夜間に士卒を率いてこれを奪い、南宋の将の韓撥発を斬って蔡路鈐を捕虜とする功績を挙げた。襄陽城が陥落した後、カイドゥ率いる軍団は淮安などを巡った後、正陽に帰還し、安豊一帯を平定した。
至元11年（1274年）、南宋の将軍の夏貴が正陽を攻めてくるとカイドゥは歩兵を率いて淮河西岸に迫り、横河口においてこれを撃退し、同年9月には安慶を平定した。至元12年（1275年）には一度長江を北に渡り、柵江堡に至ったところで南宋軍3000と遭遇しこれを破った。その後再び南に長江を渡り鎮江に駐屯し、南宋の平江軍が常州に出たことを察知すると1千の兵を率いて出撃し、再びこれを破った。同年7月、行省の命を受けてカイドゥは焦山江岸を守り、更に揚州の湾頭に赴いて木城を立てこれを守った。9月、権枢密院事の地位を授かって再び鎮江に戻り、南宋の張殿帥・安撫の劉師勇が呂城を攻めるとカイドゥは万戸のクラチュ・テムルらとともに出撃し張殿帥・范総管らを捕虜とする功績を挙げた。10月、アタカイとともに常州を攻め、南宋の朱都統が常州救援のために接近しているのを知ると、カイドゥは横林店でこれを破った。11月には蘇州を奪取し、臨安より東の新たに征服した地方を治めた。
至元13年（1276年）、サルバン・テムル・張弘範らとともに温州・福建に進出し、この一帯を平定した。至元14年（1277年）、鎮国上将軍・浙東宣慰使の地位を授かり、台州・慶元府で未だ抗う者たちを討伐した｡ カイドゥは黄奢嶺・温州の白塔屯寨などで旧南宋兵と戦い、漳州・泉州・興化軍を転戦してこの方面を平定した。至元16年（1279年）、クビライに謁見して玉帯・弓矢を下賜され、再び南下して処州に至った所で病死した。
死後、息子の八忽台児が地位を継いで通奉大夫・浙東道宣慰使都元帥の職を授けられている。